# Preses i biskopsmötet
Preses i biskopsmötet (norska: Preses i Bispemøtet) är Norska kyrkans främsta företrädare, ledare av biskopsmötet och en av två biskopar i Nidaros stift. I maj 2020 installerades teologie doktor Olav Fykse Tveit som preses i biskopsmötet.

## Bakgrund
Norska kyrkan utvecklades ur Danska folkkyrkan, och vid brytningen med Danmark 1814 hade kyrkan därför inget centralt styrelseorgan eller ärkebiskop. Som episkopal kyrka var det biskoparna som ytterst avgjorde kyrkans teologiska hållning, även om staten visserligen svarade för den ekonomiska förvaltningen och utnämningsmakten. Biskoparna möttes till sammanträde vid två tillfällen de kommande 100 åren, år 1877 och 1915. Vid dessa möten fungerade biskopen av Oslo som ordförande, troligen till följd av att 1817 års rangrulla placerade huvudstadens biskop framför de övriga.
Med början 1917 samlades biskopsmötet mera regelbundet. En ordförande valdes, benämnd formann. Först 1932 började titeln preses användas. Därförinnan hade presestiteln bara använts i akademiska sammanhang i Norge. Från 1934 antog regeringen Mowinckel ett reglemente för biskopsmötet.
Även om biskopsmötet ända till 1984 formellt valde preses vid varje enskilt möte, och 1984–1998 för ett år i taget, föll valet uteslutande på biskopen av Oslo. Först 1998 beslutade biskopsmötet att uppdraget som preses skulle cirkulera mellan biskoparna, med en mandatperiod på fyra år. Först ut blev Odd Bondevik, biskop av Møre. Den sista preses som valdes av biskoparna var Helga Haugland Byfuglien, som tillträdde 2010. Hon var också den första kvinnan som innehaft ämbetet.

## Nyordning med fast preses i Nidaros stift

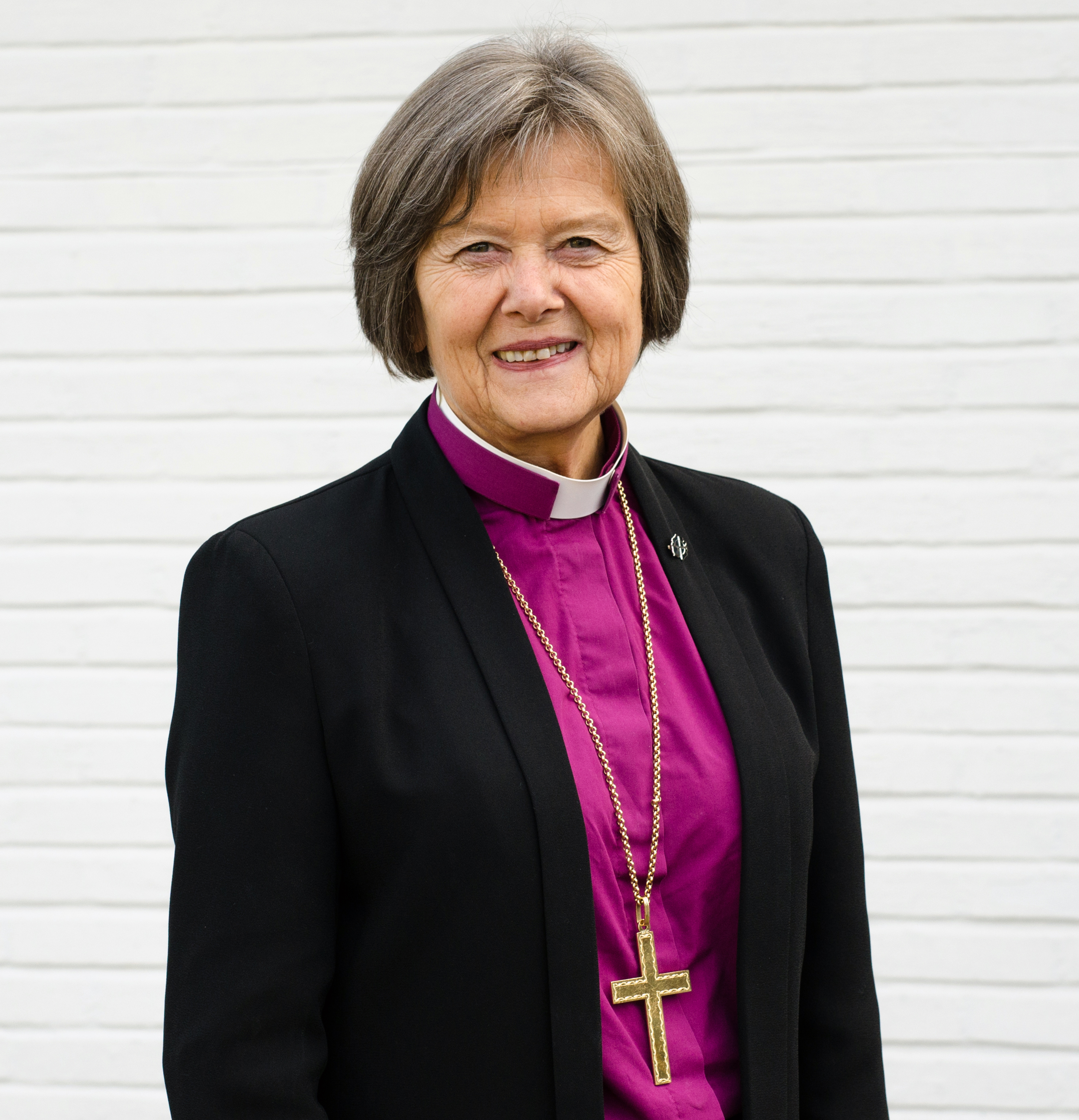
Helga Haugland Byfuglien var den första kvinna som valts till preses, och den första biskop som utsågs till fast preses med säte i Nidaros stift från 2011.

I mars 2011 beslutade den norska regeringen om en omorganisation, så att presesuppdraget inte längre cirkulerar mellan de stiftsbiskoparna. I stället skulle en "fast preses" med huvudsaklig uppgift att leda biskopsmötet utses. Bakgrunden var att biskoparna upplevde att presesuppdraget tog för mycket tid från de ordinarie uppgifterna i stiften.
Den nya preses skulle också vara biskop, och fick säte i Nidaros stift tillsammans med biskopen i Nidaros. Preses har sedan dess tillsyn över en mindre del av stiftet, nämligen Nidaros domprostie. Nyordningen innebär att preses fortsätter att vara främst bland jämlikar, utan att överordnas övriga biskopar.
Till ny preses utsågs Helga Haugland Byfuglien, som alltså tillträtt som preses ett knappt år tidigare enligt den tidigare ordningen.

## Uppgifter
Preses är Norska kyrkans främsta företrädare, och leder biskopsmötet, som vanligen samlas tre gånger om året. Biskopsmötet samordnar biskoparnas verksamhet, verkställer de uppdrag som regeringen ålägger dem och uttalar sig i de ärenden som kyrkomötet eller regeringen remitterar till biskoparna. Uppgifterna regleras i den norska kyrkolagen (lov av 7. juni 1996 om Den norske kirke).
Sedan 1 april 2024 har preses också tillsyn för fältprästerna inom Norges försvarsmakt, Tros- og livssynskorpset. Kåren – som har representanter från lutherska, muslimska och humanetiska samfund – är verksamt i hela landet, samt vid utlandsuppdrag. Anställning, organisation och ledning av fältprästerna sker inom försvarsmakten, och biskopens ansvar är begränsat till tillsyn över vigningstjänstens utövande och vigningslöftena för den personal som har sin bakgrund i Den norska kyrkan.

## Val av preses
Från 2011 är det biskopsmötet som nominerar preses, medan tillsättning sker av Norska kyrkans kyrkoråd (ej att förväxla med kyrkoråd på församlingsnivå, som på norska kallas meningshetsråd). Även kandidater som inte är biskopsvigda kan föreslås. När Haugland Byfuglien avgick 2020 kunde därför Olav Fykse Tveit väljas. Han var generalsekreterare i Kyrkornas Världsråd och präst, men vid tillfället ännu inte biskopsvigd.

## Lista över ämbetsinnehavare
| Från | Till | Biskop                   | Stift             | Kommentar                                                              |
| ---- | ---- | ------------------------ | ----------------- | ---------------------------------------------------------------------- |
| 1917 | 1922 | Jens Frølich Tandberg    | Oslo              | vald för varje nytt möte                                               |
| 1922 | 1937 | Johan P. Lunde           | Oslo              | vald för varje nytt möte                                               |
| 1937 | 1951 | Eivind Berggrav          | Oslo              | vald för varje nytt möte                                               |
| 1951 | 1968 | Johannes Smemo           | Oslo              | vald för varje nytt möte                                               |
| 1968 | 1972 | Fridtjov Birkeli         | Oslo              | vald för varje nytt möte                                               |
| 1973 | 1977 | Kaare Støylen            | Oslo              | vald för varje nytt möte                                               |
| 1977 | 1998 | Andreas Aarflot          | Oslo              | 1977–1983: vald för varje nytt möte 1984–1998: vald för ett år i taget |
| 1998 | 2002 | Odd Bondevik             | Møre              | vald för fyra år                                                       |
| 2002 | 2006 | Finn Wagle               | Nidaros           | vald för fyra år                                                       |
| 2006 | 2010 | Olav Skjevesland         | Agder og Telemark | vald för fyra år                                                       |
| 2010 | 2011 | Helga Haugland Byfuglien | Borg              | vald för tiden fram till nyordningen                                   |
| 2011 | 2020 | Helga Haugland Byfuglien | Nidaros           | Utnämnd i statsråd, vald tills vidare                                  |
| 2020 |      | Olav Fykse Tveit         | Nidaros           | Nominerat av biskopsmötet, vald av kyrkorådet tills vidare.            |
|      |      |                          |                   |                                                                        |

## Källförteckning
1. 1 2  ”Preses i Bispemøtet”. Den norske kirke. https://kirken.no/nb-NO/om-kirken/slik-styres-kirken/bispemotet/preses/. Läst 7 december 2021.
2. 1 2 3 4 5 6  Elstad, Hallgeir (22 december 2020). ”Bispemøte” (på norska). Store norske leksikon. https://snl.no/Bispem%C3%B8te. Läst 7 december 2021.
3. 1 2 3 4  Ramfjord, Ole Johan (2 oktober 2011). ”Historisk da Byfuglien ble innsatt” (på norska). NRK. https://www.nrk.no/trondelag/historisk-da-byfuglien-ble-innsatt-1.7816626. Läst 7 december 2021.
4. ↑  ”Ny biskop for prester i Forsvaret” (på norskt bokmål). Den norske kirke. 4 februari 2024. https://www.kirken.no/nb-NO/om-kirken/aktuelt/ny%20biskop%20for%20prester%20i%20forsvaret/. Läst 8 november 2024.
5. 1 2  NTB (30 januari 2020). ”Olav Fykse Tveit blir den fremste blant landets biskoper” (på norska). Aftenposten. https://www.aftenposten.no/norge/i/2Glk8q/olav-fykse-tveit-blir-den-fremste-blant-landets-biskoper. Läst 7 december 2020.